# Zunyi
Zunyi (chinesisch 遵义市, Pinyin Zūnyì Shì) ist eine bezirksfreie Stadt im Süden der Volksrepublik China. Sie ist die zweitgrößte Stadt der Provinz Guizhou und größte Stadt im Norden der Provinz. Zunyi liegt südlich von Chongqing und nördlich von Guiyang, der Provinzhauptstadt Guizhous. Sie verwaltet ein Gebiet von 30.767 Quadratkilometern, auf dem eine registrierte Bevölkerung von 6.606.675 lebt (Stand: Zensus 2020); in der Stadt selbst leben etwa 2 Millionen Einwohner. In Zunyi leben neben Han-Chinesen 36 weitere ethnische Gruppen, darunter die Nationalitäten der Tujia, der Miao und der Gelao.

## Geographie
Zunyi liegt 239 Kilometer südlich von Chongqing und 140 Kilometer nördlich von Guiyang. Die Nord-Süd-Ausdehnung des Territoriums von Zunyi beträgt 230,5 Kilometer, die Ost-West-Ausdehnung 254 Kilometer. Das Territorium liegt auf Seehöhen von 1000 Metern bis 1600 Metern über dem Meeresspiegel und ist zu 62 % bergig, nur 7,4 % sind eben. Der höchste Punkt Zunyis liegt im Gebirge Dalou Shan auf einer Höhe von 2222 Metern.
Zunyi wird häufig von Erdbeben betroffen, die Erdrutsche und Schlamm- oder Gerölllawinen nach sich ziehen. Für die letzten 500 Jahre sind 37 starke Beben aufgezeichnet; das schwerste ereignete sich im Jahre 1876.
Durch Zunyi fließt der Xiang Jiang, ein Nebenfluss des Wu Jiang.
Die jährlichen Durchschnittstemperaturen in der Gegend der Stadt schwanken zwischen 13 und 18 Grad Celsius, bei vielen Sonnentagen.

## Bevölkerung
Die Bevölkerungszählung des Jahres 2000 hatte eine Gesamtbevölkerung von 6.543.860 Personen in 1.767.649  Haushalten ergeben, davon 3.396.536 Männer und 3.147.324 Frauen.

## Geschichte
Die Stadt geriet erst Anfang des 7. Jahrhunderts unter reguläre chinesische Kontrolle. 639 wurde die Präfektur Bo und 642 ein zugehöriger Kreis namens Zunyi gebildet. Von 1601 bis Anfang des 20. Jahrhunderts war die Stadt Verwaltungssitz der neu gebildeten Präfektur Zunyi, die jedoch 1914 zum Kreis herabgestuft wurde.
Die Stadt Zunyi ist in die Geschichte eingegangen, da hier 1935 die entscheidende Sitzung der Kommunistischen Partei Chinas auf dem Langen Marsch der Roten Armee stattfand, bei der Mao Zedong die Kontrolle über Armee und Partei übernahm.

## Administrative Gliederung
Auf Kreisebene setzt sich Zunyi aus drei Stadtbezirken, sieben Kreisen, zwei Autonomen Kreisen und zwei kreisfreien Städten zusammen. Diese sind:
- Stadtbezirke Honghuagang (红花岗区), Huichuan (汇川区) und Bozhou (播州区)
- Kreise Tongzi (桐梓县), Suiyang (绥阳县), Zheng’an (正安县), Fenggang (凤冈县), Meitan (湄潭县),  Yuqing (余庆县) und Xishui (习水县)
- Autonome Kreise Daozhen (道真仡佬族苗族自治县) und Wuchuan (务川仡佬族苗族自治县) der Gelao und Miao
- kreisfreie Städte Chishui (赤水市) und Renhuai (仁怀市).[6]

Dazu kommt ein neuer Bezirk namens Xinpu (新蒲新区). Die Regierung von Zunyi hat ihren Sitz im Stadtbezirk Huichuan.

## Sehenswürdigkeiten
Zunyi wurde von der nationalen Regierung zu einer Stadt von historischer und kultureller Bedeutung ernannt. Zu einer der Hauptattraktionen gehört das Gebäude, in dem 1935 die Zunyi-Konferenz stattfand.
Der 60 Meter hohe Wasserfall Chishui des gleichnamigen Flusses Chishui, ein Nebenfluss des Jangtsekiangs, ist die bekannteste Sehenswürdigkeit in der Umgebung von Zunyi.

## Wirtschaft und Infrastruktur
Das Bruttoinlandsprodukt Zunyis lag im Jahre 2017 bei 274,9 Milliarden Yuan, um 12,2 % über dem Wert von 2016.
Bis 1949 war Zunyi kaum mehr als ein kleiner Marktort, der in Abhängigkeit von Guiyang stand. Während des ersten Fünfjahresplanes der Volksrepublik (1953–57) wuchs Zunyi zu einer Stadt und einem Industriezentrum heran. Die Altstadt mit vorwiegend administrativer Funktion wurde mit Geschäfts- und Industrievierteln zusammengelegt. Es kam zur Errichtung von Seiden-, Reis- und Getreidemühlen und Kleinmaschinenfabriken sowie zum Aufbau einer chemischen Industrie für die Herstellung von Phosphaten. Im Umland gewann die Produktion von Mangan an Bedeutung. In den späten 1950er Jahren wurden in Zunyi große Eisen- und Stahlwerke gebaut. Daraufhin wurden Fabriken zur Herstellung von elektrischen Maschinen und Rüstungsgütern von Chinas Ostküste nach Zunyi verlagert, was den industriellen Sektor der Stadt weiter verstärkte. Zuletzt trugen die Herstellung von Metallprodukten, Elektrogeräten und -maschinen, Chemikalien, Getränken (insbesondere Weine) und von Kunststoffen zum Wirtschaftswachstum bei.
Die Stadt ist per Eisen- und Autobahn mit Guiyang und Chongqing verbunden.

## Söhne und Töchter der Stadt
- Zhou Shiming (* 1981), Boxer